# Suffolk County, Massachusetts
Suffolk County är ett område i östcentrala delen av delstaten Massachusetts i USA. Suffolk är ett av fjorton counties i delstaten. Den administrativa huvudorten (county seat) är också Massachusetts huvudstad Boston. År 2010 hade Suffolk County 722 023 invånare. 
1999 överfördes den sekundärkommunala verksamheten i countyt till delstatsmyndigheterna. Fram till dess hade Bostons kommun skött de sekundärkommunala uppgifterna även för de tre andra kommunerna i countyt under många år.

## Geografi
Enligt United States Census Bureau så har Suffolk County en total area på 311 km². 152 km² av den arean är land och 160 km² är vatten.

### Angränsande countyn
- Essex County nord
- Norfolk County syd
- Middlesex County väst